# 得耳布尔林业局
得耳布尔林业局是一个位于中华人民共和国内蒙古自治区根河市的类似乡级单位，亦是中国内蒙古森林工业集团所属的一个林业局。
得耳布尔林业局始建于1958年，地处大兴安岭西坡北部，施业区总面积255360公顷，有林地面积233199公顷，森林覆盖率91.3%。现有人口13133人。

## 行政区划
得耳布尔林业局下辖以下单位：
康达岭管护林场、青年岭管护林场、二道河管护林场、吉勒布管护林场、耳布尔管护林场、永青管护林场、万年青管护林场、吉源管护林场。